# Distretto di Tosa
Il distretto di Tosa (土佐郡, Tosa-gun?) è uno dei distretti della prefettura di Kōchi, in Giappone.
Attualmente fanno parte del distretto i comuni di Ōkawa e Tosa.
| Controllo di autorità | VIAF (EN) 258438777 · NDL (EN, JA) 00396483 |